# Javerlhac-et-la-Chapelle-Saint-Robert
Javerlhac-et-la-Chapelle-Saint-Robert là một xã của Pháp, nằm ở tỉnh Dordogne trong vùng Aquitaine của Pháp.

## Thông tin nhân khẩu
| Năm    | 1962  | 1968  | 1975  | 1982  | 1990  | 1999 | 2004 |
| ------ | ----- | ----- | ----- | ----- | ----- | ---- | ---- |
| Dân số | 1 175 | 1 129 | 1 071 | 1 004 | 1 064 | 915  | 895  |